# Banque Nationale du Rwanda
Die Banque Nationale du Rwanda (Banki Nkuru Y'u Rwanda) ist die Zentralbank der Republik Ruanda mit Sitz in Kigali. Die Gründung erfolgte 1964.
Gouverneur der Zentralbank ist John Rwangombwa.
Zu den Aufgaben zählt unter anderem die Ausgabe des Ruanda-Franc, die Wahrung der Geldwertstabilität und die Bankenlizenzierung.